# Godan Khan
Godan Khan (mongol : ᠭᠣᠳᠠᠨ, cyrillique : Годан, MNS : Godan, littéralement : Galopant au loin ; Годан тайж, Godan Taij ou encore mongol : ᠭᠣᠳᠠᠨ
ᠬᠠᠭᠠᠨ, cyrillique : Гүдэн хаан, MNS : Güden Khaan), Ködan ou Qödan (chinois simplifié : 阔端 ; chinois traditionnel : 闊端 ; pinyin : kuòduān, cité dans « Jami al-tawarikh » sous le nom persan : كوتان (Kūtān)) (1206 — 1247 ou 1251), petit-fils de Gengis Khan, est le deuxième fils d’Ogodei et de Toregene, et le frère de Guyuk. Son père lui attribua des fiefs dans la région de l’actuel Gansu appelée Xiliang (西凉, xīliáng) et il administra ceux de Yongchang et Shandan que son oncle Djaghataï possédait dans la même région. Le camp de Godan était généralement situé dans l’actuel Xian de Minqin, sa base urbaine à Liangzhou (translittéré en tib. par Ling-chur), dans l'actuelle province du Gansu.
Il prit le Sichuan en 1235. sur ordre de son père.
En 1237 il est installé et est maître du Kokonor (lac bleu, également appelé aujourd'hui sous la traduction chinoise de Qinghai) ou il devient patron de Sakya Pandita et de son école école Sakya du bouddhisme tibétain.
Il ordonna un raid au Tibet central, en 1239-1240, qui persuada Sakya Pandita de se rendre à sa cour ; il est ainsi à l’origine de l’alliance entre l’école Sakyapa du bouddhisme tibétain et la cour de la dynastie Yuan. 
Après la mort de son frère Güyük en 1248, sa branche, qui avait produit deux khagans, fut écartée au profit de la branche de Tolui. Ses fils conservèrent un pouvoir local au Gansu, tantôt appuyés tantôt combattus par Möngke et Kubilai.
Son nom chinois est Kuoduan wang (阔端王 / 闊端王, kuòduān wáng) ou Chanhuoduan wang (禅火端王 / 禪火端王, chánhuǒduān wáng). Il porte aussi le titre de prince de Xiliang (西凉王, xīliáng wáng, « Prince du froid occidental ») (Mong. : Хүтэн хатнаас, Khüten Khatnaas).

## Alliance avec les Sakyapa
Après plusieurs expéditions de rapines dans l’Amdo, devant l'absence de tribut tibétain malgré les promesses faites à Temüdjin en 1207 par certains monastères, il décida avec l'accord de son frère, Güyük, de lancer son général, Doorda Darkhan, à la tête de quelque 30 000 hommes en direction du Tibet central. L’armée mongole atteignit Penpo au nord de Lhassa et causa de nombreux dommages, dont l’incendie du temple de Gyel Lhakang et du monastère de Radreng dans lequel quelque cinq cents moines périrent.
La pratique mongole était de confier l’administration des régions soumises à des potentats locaux. Godan chercha à établir avec un lama éminent une relation patron-conseiller religieux, comme celle qu’avaient initiée avec des lamas tibétains les souverains du royaume Tangout qui contrôlait le Gansu avant d'être détruit par les Mongols. Son frère Guyuk avait d'ailleurs lui aussi un conseiller bouddhiste cachemiri nommé Namo qu'il avait nommé guoshi (du chinois 国师 / 國師, guóshī, « enseignant national », titre donné en Chine à partir du VIe siècle, traduit en tibétain par  Wylie : gu-shri et parfois traduit en français par précepteur national), reprenant le titre tangout ; son poste fut confirmé en 1252 par Möngke, successeur de Guyuk.
Les Kagyupa et les Sakyapa semblaient de bons candidats. Finalement, ce fut Sakya Pandita que Godan invita à sa cour en 1244. Il y parvint vers 1247 accompagné de deux jeunes neveux, Chogyal Phagpa et Chagna Dorje. Quand Sakya Pandita rejoignit en 1247 le camp de Godan à Liangzhou dans l'actuelle province de Gansu, et qu'il constata que les troupes mongoles y exterminaient les Chinois Han en les jetant dans un fleuve, il fut horrifié et donna des instructions religieuses, indiquant notamment que l'acte de tuer un être humain est l'un des pires selon le Dharma du Bouddha.
Satisfait de ses relations avec Sakya Pandita, Godan lui conféra les titres de précepteur national et impérial et lui confia la régence du Tibet qui, confirmée par Kubilai Khan, fut exercée de fait par les neveux Phagpa et Chagna.
Godan aurait souffert d’une maladie de peau, guérie dit la tradition bouddhiste par le rituel de Singhananda accompli par Sakya Pandita.

## Descendance
Godan mourut en 1251, peu après Sakya Pandita. Ses fils Mieli Jipai (mongol (écriture cyrillique) : Мэргидэй / chinois : 滅里吉歹 ou 灭里吉歹), Mengkedu (mongol (écriture cyrillique) : Мөнгөт / chinois : 蒙哥都) et Jibigtömör / Zhibi Timur (mongol (écriture cyrillique) : Жибигтөмөр / chinois : 指必帖木兒) étaient également titulaires de fiefs dans le Gansu. Zhibi Timur fit bâtir la nouvelle ville de Yongchang en 1272 et garda le pouvoir sur son fief durant une cinquantaine d’années. Bulu Khatun (chinois : 不鲁罕), fille de Godan, épousa sur ordre du khagan le prince de Gaochang (高昌王). Parmi ses autres descendant on connait les noms de ses fils Tebel (mongol (écriture cyrillique) : Тэбэл / (chinois : 帖必烈) et Küyon mongol (écriture cyrillique) : Күюн et de ses filles Bulgan (mongol (écriture cyrillique) : Булган) et Babucha (mongol (écriture cyrillique) : Бабуча